# Kanton Le François-2 Sud
Kanton Le François-2 Sud (francouzsky Canton du François-2 Sud) byl francouzský kanton v departementu Martinik v regionu Martinik. Tvořila ho část obce Le François. Zrušen byl v roce 2015.